# Gadarif
Gadarif (también llamado Al Qadarif) (en árabe: القضارف‎) es la capital del estado Gadarif en Sudán.  Se encuentra sobre la carretera que une Jartum con Gallabat en la frontera con Etiopía, a unos 410 kilómetros de la capital. 

## Clima
| Parámetros climáticos promedio de Gadarif (1961-1990) | Parámetros climáticos promedio de Gadarif (1961-1990) | Parámetros climáticos promedio de Gadarif (1961-1990) | Parámetros climáticos promedio de Gadarif (1961-1990) | Parámetros climáticos promedio de Gadarif (1961-1990) | Parámetros climáticos promedio de Gadarif (1961-1990) | Parámetros climáticos promedio de Gadarif (1961-1990) | Parámetros climáticos promedio de Gadarif (1961-1990) | Parámetros climáticos promedio de Gadarif (1961-1990) | Parámetros climáticos promedio de Gadarif (1961-1990) | Parámetros climáticos promedio de Gadarif (1961-1990) | Parámetros climáticos promedio de Gadarif (1961-1990) | Parámetros climáticos promedio de Gadarif (1961-1990) | Parámetros climáticos promedio de Gadarif (1961-1990) |
| Mes                                                   | Ene.                                                  | Feb.                                                  | Mar.                                                  | Abr.                                                  | May.                                                  | Jun.                                                  | Jul.                                                  | Ago.                                                  | Sep.                                                  | Oct.                                                  | Nov.                                                  | Dic.                                                  | Anual                                                 |
| ----------------------------------------------------- | ----------------------------------------------------- | ----------------------------------------------------- | ----------------------------------------------------- | ----------------------------------------------------- | ----------------------------------------------------- | ----------------------------------------------------- | ----------------------------------------------------- | ----------------------------------------------------- | ----------------------------------------------------- | ----------------------------------------------------- | ----------------------------------------------------- | ----------------------------------------------------- | ----------------------------------------------------- |
| Temp. máx. media (°C)                                 | 34.7                                                  | 36.4                                                  | 39.2                                                  | 41.0                                                  | 40.6                                                  | 37.5                                                  | 33.4                                                  | 32.2                                                  | 34.1                                                  | 36.8                                                  | 37.1                                                  | 35.2                                                  | 36.5                                                  |
| Temp. media (°C)                                      | 25.9                                                  | 27.5                                                  | 30.3                                                  | 32.3                                                  | 32.7                                                  | 30.1                                                  | 27.1                                                  | 26.3                                                  | 27.4                                                  | 29.3                                                  | 28.9                                                  | 26.6                                                  | 28.7                                                  |
| Temp. mín. media (°C)                                 | 17.2                                                  | 18.3                                                  | 21.6                                                  | 23.8                                                  | 25.2                                                  | 23.4                                                  | 21.6                                                  | 21.2                                                  | 21.4                                                  | 22.1                                                  | 21.0                                                  | 18.1                                                  | 21.2                                                  |
| Precipitación total (mm)                              | 0.0                                                   | 0.0                                                   | 0.5                                                   | 3.4                                                   | 21.2                                                  | 90.9                                                  | 183.4                                                 | 184.4                                                 | 85.5                                                  | 31.4                                                  | 3.0                                                   | 0.0                                                   | 603.7                                                 |
| Días de precipitaciones (≥ 0.1 mm)                    | 0.1                                                   | 0.0                                                   | 0.2                                                   | 0.9                                                   | 4.7                                                   | 10.0                                                  | 10.6                                                  | 13.8                                                  | 7.9                                                   | 3.7                                                   | 0.7                                                   | 0.0                                                   | 52.6                                                  |
| Fuente: Hong Kong Observatory 2 de marzo de 2011      |                                                       |                                                       |                                                       |                                                       |                                                       |                                                       |                                                       |                                                       |                                                       |                                                       |                                                       |                                                       |                                                       |